# Історія двигунів внутрішнього згоряння
Теплові машини (переважно, парові) з моменту появи відрізнялися великими габаритами і це було обумовлено значною мірою застосуванням зовнішнього згоряння (були потрібні котли, конденсатори, випарники, теплообмінники, тендери, насоси, водяні резервуари тощо). Разом з тим основна (функціональна) частина парової машини (поршень і циліндр) порівняно невелика. Тому думка винахідників весь час поверталася до можливості суміщення палива з робочим тілом двигуна, що дозволило потім значно зменшити габарити інтенсифікувати процеси впуску і випуску робочого тіла. Полегшення двигунів дозволило встановлювати їх на транспорті, зокрема навіть на літак. Сучасні літаки (крім незначної кількості на електродвигунах) комплектуються виключно двигунами внутрішнього згоряння — реактивними, турбореактивними або поршневими.
Прогрес у галузі ДВЗ тісно пов'язаний з відкриттям і застосуванням різних палив, зокрема синтезованих. Оскільки склад робочого тіла (отримуваного під час згоряння паливо-повітряної суміші), теплотворна здатність, швидкість згоряння суміші і параметри циклу (ступінь стиснення) залежать від застосованого палива, воно й визначає значною мірою масо-габаритні показники і потужність таких двигунів. Паливо ДВЗ визначає будову останнього і взагалі можливість його створення. Першим таким паливом став світильний газ.

## Перші відомі спроби створення ДВЗ
Багато вчених і інженерів зробили внесок у розробку двигунів внутрішнього згоряння. 1791 року Джон Барбер винайшов газову турбіну. 1794 року Томас Мід (Thomas Mead) запатентував газовий двигун. Того ж року Роберт Стріт (Robert Street) запатентував двигун внутрішнього згоряння на рідкому паливі і побудував робочий прототип. 1807 року французький інженер Нісефор Ньєпс запустив експериментальний твердопаливний двигун внутрішнього згоряння, який використовував як паливо подрібнений у порошок піреолофор. 1807 року французький винахідник Франсуа Ісаак де Ріваз побудував перший поршневий двигун, який часто називають двигуном де Ріваза. Двигун працював на газоподібному водні, маючи елементи конструкції, які відтоді увійшли в наступні прототипи ДВЗ: поршневу групу й іскрове запалювання. Кривошипно-шатунного механізму в конструкції двигуна ще не було.

## Газовий двигун Лебона
1799 року французький інженер Філіп Лебон відкрив світильний газ і отримав патент на його використання і спосіб отримання сухою перегонкою деревини або вугілля. Це відкриття мало величезне значення, перш за все для розвитку техніки освітлення. Дуже скоро у Франції, а потім і в інших країнах Європи газові лампи стали успішно конкурувати з дорогими свічками. Однак світильний газ годився не тільки для освітлення. Винахідники взялися за конструювання двигунів, здатних замінити парову машину, в яких паливо згоряло б не в топці, а безпосередньо в циліндрі двигуна .
1801 року Лебон взяв патент на конструкцію газового двигуна. Принцип дії цієї машини ґрунтувався на відомій властивості відкритого ним газу: його суміш з повітрям вибухала при запаленні з виділенням великої кількості теплоти. Продукти горіння стрімко розширювалися, створюючи сильний тиск на навколишнє середовище. Створивши відповідні умови, можна використовувати виділювану енергію в інтересах людини. У двигуні Лебона було два компресори і камера змішування. Один компресор мав накачувати в камеру стиснене повітря, а інший — стиснений світильний газ із газогенератора. Газоповітряна суміш надходила потім у робочий циліндр, де запалювалась. Двигун був подвійної дії, тобто робочі камери, що діяли почергово, були розташовані по обидва боки від поршня. По суті, Лебон виношував думку про двигун внутрішнього згоряння, однак 1804 року він був убитий, не встигнувши втілити в життя свій винахід.

## Двигун Ленуара

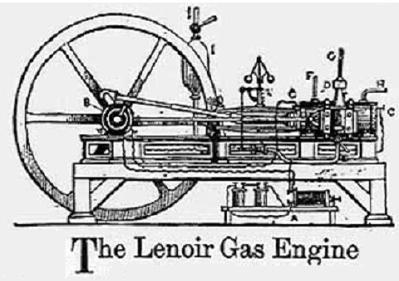
Газовий двигун Ленуара 1860 року

У наступні роки кілька винахідників з різних країн намагалися створити працездатний двигун на світильному газі. Однак всі ці спроби не привели до появи на ринку двигунів, які могли б успішно конкурувати з паровою машиною. Честь створення комерційно успішного двигуна внутрішнього згоряння належить бельгійському механіку Жану Етьєну Ленуару. Працюючи на гальванічному заводі, Ленуар прийшов до думки, що паливоповітряну суміш у газовому двигуні можна запалювати за допомогою електричної іскри, і вирішив побудувати двигун на основі цієї ідеї. Потужність першого практично придатного двотактного газового ДВЗ, сконструйованого Ленуаром 1860 року, становила 8,8 кВт (11,97 к. с.). Двигун був одноциліндровою горизонтальною машиною подвійної дії, яка працювала на суміші повітря і світильного газу з електричним іскровим запалюванням від стороннього джерела і золотниковим газорозподілом. У конструкції двигуна з'явився кривошипно-шатунний механізм. ККД двигуна не перевищував 4,65 %. Незважаючи на недоліки, двигун Ленуара набув деякого поширення. Використовувався як човновий двигун.

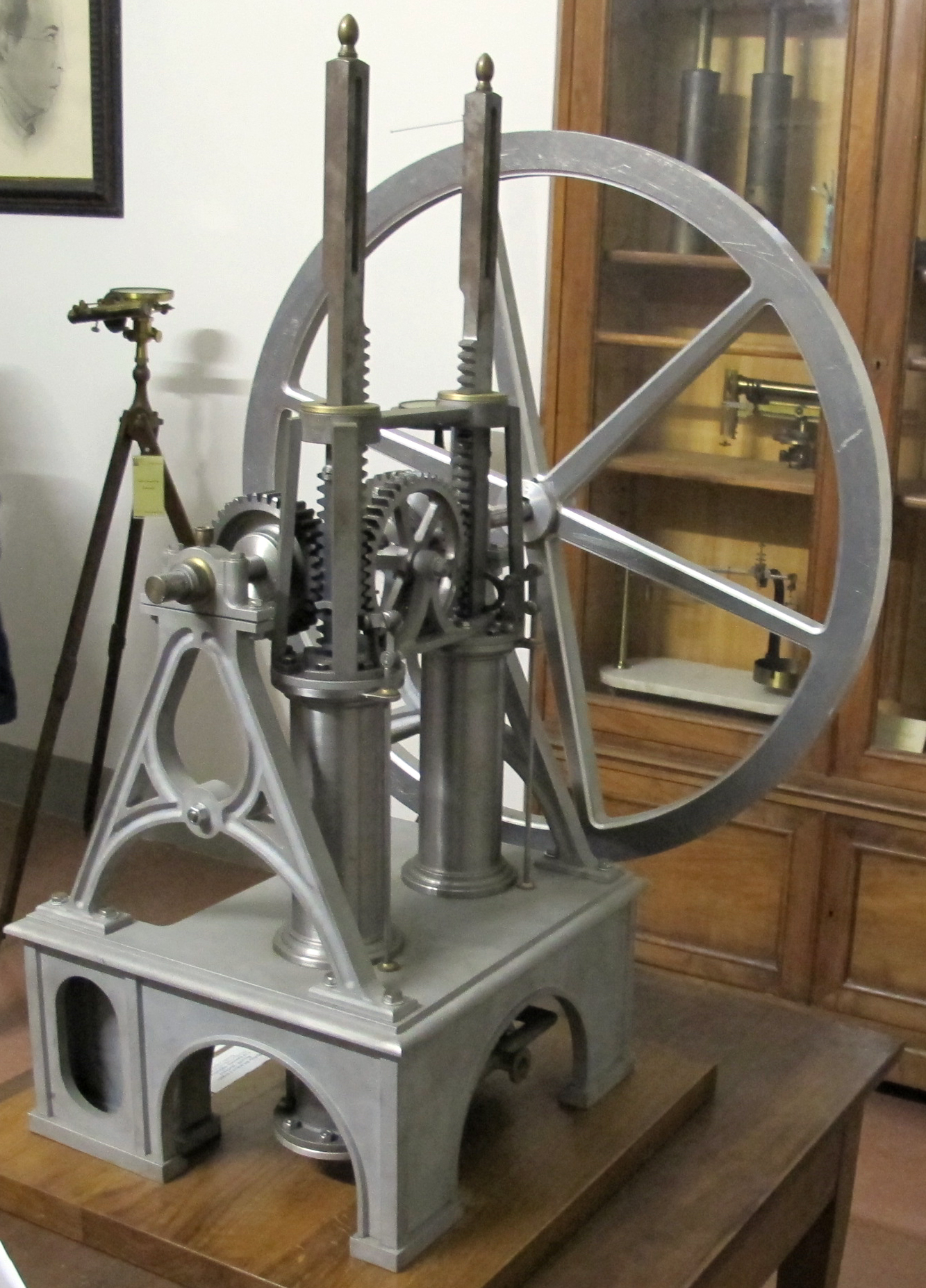
Barsanti-Matteucci (1853)

Ленуар не відразу домігся успіху. Після того як вдалося виготовити всі деталі і зібрати машину, вона пропрацювала зовсім небагато і зупинилася, оскільки через нагрівання поршень розширився і заклинив у циліндрі. Ленуар удосконалив свій двигун, продумавши систему водяного охолодження. Однак друга спроба запуску також закінчилася невдачею через заїдання поршня. Ленуар доповнив свою конструкцію системою змащення, тільки тоді двигун почав працювати. Таким чином, саме Ленуар вперше вирішив проблеми мащення і охолодження ДВЗ.
До 1864 року було випущено вже понад 300 таких двигунів різної потужності. Розбагатівши, Ленуар перестав працювати над удосконаленням своєї машини, тому її витіснив з ринку більш досконалий двигун, створений німецьким винахідником Ніколаусом Отто.

## Двигун Отто
Ознайомившись із двигуном Ленуара, восени 1860 року видатний німецький конструктор Ніколаус Август Отто з братом побудували копію газового двигуна Ленуара і в січні 1861 року подали заявку на патент на двигун з рідким паливом на основі газового двигуна Ленуара в Міністерство комерції Пруссії, але заявку відхилили. 1863 року створив двотактний атмосферний двигун внутрішнього згоряння. Двигун мав вертикальне розташування циліндра, запалювання відкритим полум'ям і ККД до 15 %. Витіснив двигун Ленуара.

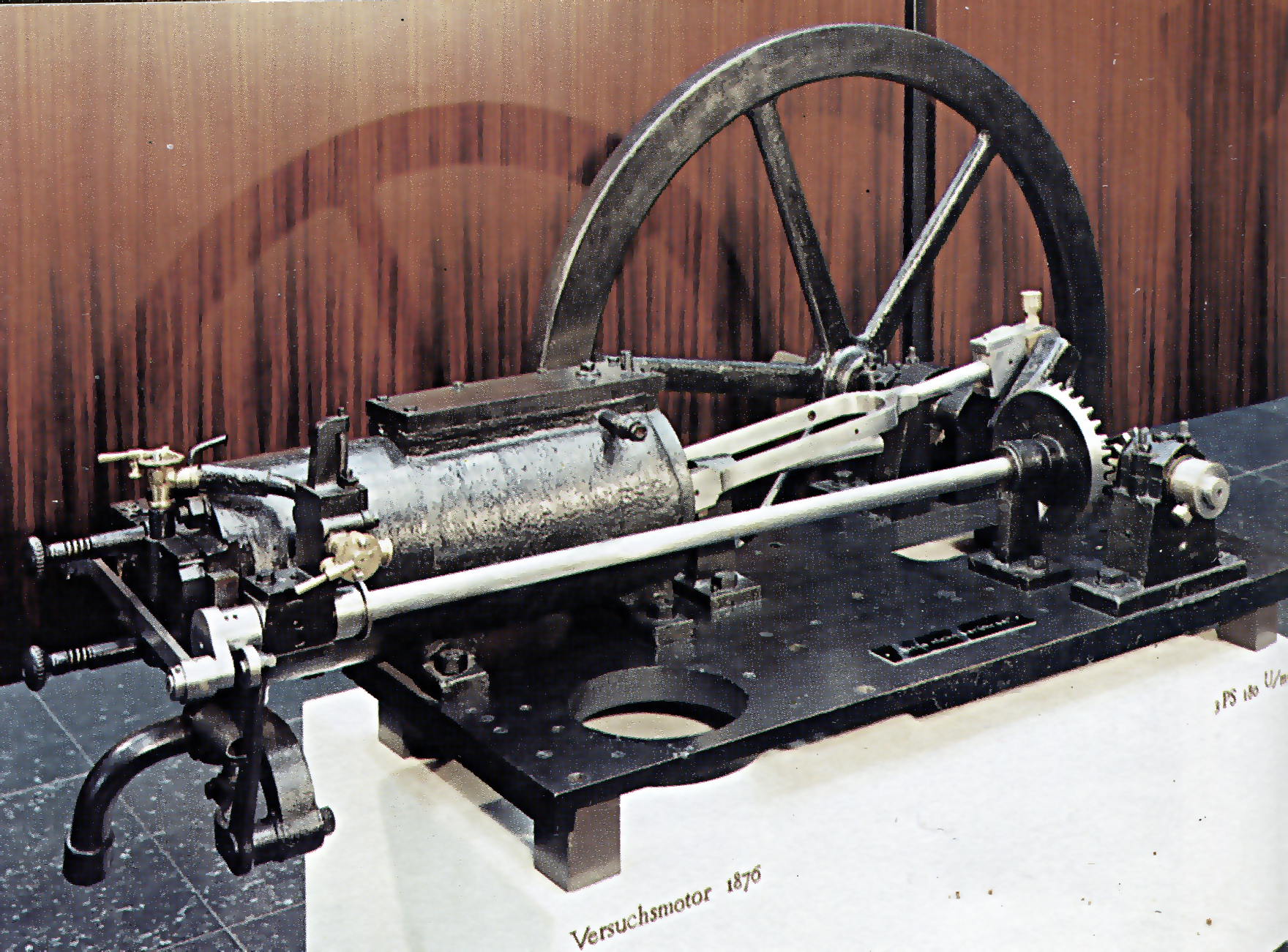
Чотиритактний двигун Отто 1876 року

1864 року він отримав патент на свою модель газового двигуна і того ж року уклав з багатим інженером Лангеном договір щодо експлуатації цього винаходу. Незабаром було створено фірму «Отто і Компанія». 1876 року Ніколаус Август Отто побудував досконаліший чотиритактний газовий двигун внутрішнього згоряння.
На перший погляд, двигун Отто був кроком назад, порівняно з двигуном Ленуара. Циліндр був вертикальним. Обертовий вал містився над циліндром збоку. Уздовж осі поршня до нього була прикріплена рейка, пов'язана з валом. Двигун працював таким чином. Обертовий вал піднімав поршень на 1/10 висоти циліндра, внаслідок чого під поршнем утворювалося розрідження і відбувалося всмоктування суміші повітря і газу. Потім суміш запалювалась. Ні Отто, ні Ланген не мали достатніх знань у галузі електротехніки і відмовилися від електричного запалювання. Займання вони здійснювали відкритим полум'ям через трубку. Під час вибуху тиск під поршнем зростав приблизно до 4 атм. Під дією цього тиску поршень піднімався, об'єм газу збільшувався і тиск падав. При підніманні поршня спеціальний механізм від'єднував рейку від вала. Поршень спочатку під тиском газу, а потім за інерцією піднімався до тих пір, поки під ним не створювалося розрідження. Таким чином, енергія згорілого палива використовувалася в двигуні найповніше. У цьому полягала головна знахідка Отто. Робочий хід поршня вниз починався під дією атмосферного тиску, і після того, як тиск у циліндрі досягав атмосферного, відкривався випускний вентиль, і поршень своєю масою витісняв відпрацьовані гази. Через більш повне розширення продуктів згоряння ККД цього двигуна був значно вищим, ніж ККД двигуна Ленуара і досягав 15 %, тобто перевершував ККД найкращих парових машин того часу .
Оскільки двигуни Отто були майже в п'ять разів економічнішими від двигунів Ленуара, вони зразу набули попиту. В наступні роки їх було випущено близько п'яти тисяч. Отто наполегливо працював над удосконаленням конструкції. Незабаром зубчасту рейку замінила кривошипно-шатунна передача. Але найістотніший з його винаходів зроблено 1877 року, коли Отто отримав патент на новий двигун з чотиритактним циклом. Цей цикл донині лежить в основі роботи більшості газових і бензинових двигунів. Наступного року нові двигуни запущено у виробництво.
Чотиритактний цикл був найбільшим технічним досягненням Отто. Але незабаром виявилося, що за кілька років до його винаходу такий самий принцип роботи двигуна описав французький інженер Бо де Роша. Група французьких промисловців оскаржила в суді патент Отто. Суд визнав їх доводи переконливими. Права Отто, що випливали з його патенту, значно скоротили, зокрема анулювали монопольне право на чотиритактний цикл.
Хоча конкуренти налагодили випуск чотиритактних двигунів, відпрацьована багаторічним виробництвом модель Отто все ж була кращою, і попит на неї не припинявся. До 1897 року було випущено близько 42 тисяч таких двигунів різної потужності. Однак те, що паливом був світильний газ, дуже звужувало сферу застосування перших двигунів внутрішнього згоряння (неможливість застосування на транспорті з огляду на громіздкість балонів і труднощі заправки). Кількість світильногазових заводів була незначною.
Тому не припинялися пошуки нового пального для ДВЗ. Деякі винахідники намагалися застосувати як газ пару рідкого палива. Ще 1872 американець Брайтон намагався використати для цього гас. Однак гас погано випаровувався, і Брайтон перейшов до легшого нафтопродукту — бензину. Але для того, щоб двигун на рідкому паливі міг успішно конкурувати з газовим, необхідно було створити спеціальний пристрій для випаровування бензину і отримання горючої суміші його з повітрям. Брайтон того ж 1872 року придумав один з перших так званих «випарних» карбюраторів, але він діяв незадовільно.

## Бензиновий двигун
Працездатний бензиновий двигун з'явився лише через 10 років. Винахідником його був німецький інженер Готтліб Даймлер. Багато[скільки?] років він працював у фірмі Отто і був членом її правління. На початку 1880-х років він запропонував шефу проєкт компактного бензинового двигуна, який можна було б використовувати на транспорті. Отто поставився до пропозиції Даймлера холодно. Тоді Г. Даймлер разом з другом Вільгельмом Майбахом прийняв сміливе рішення: 1882 року вони пішли з фірми Отто, придбали невелику майстерню поблизу Штутгарта і почали працювати над своїм проєктом.
Проблема, що стояла перед Даймлером і Майбахом, була не з легких: вони вирішили створити двигун, який не вимагав би газогенератора, був би дуже легким і компактним, але при цьому достатньо потужним, щоб рухати екіпаж. Збільшення потужності Даймлер розраховував отримати за рахунок збільшення частоти обертання валу, але для цього необхідно було забезпечити необхідну частоту запалення суміші. 1883 року створено перший жаровий бензиновий двигун з запалюванням від розпеченої трубочки, що вставляється в циліндр. Перша модель бензинового двигуна призначалася для промислової стаціонарної установки.
Процес випаровування рідкого палива в перших бензинових двигунах залишав бажати кращого. Тому справжню революцію у двигунобудуванні спричинило винайдення карбюратора. Творцем його вважають угорського інженера Доната Банкі. 1883 року він отримав патент на карбюратор з жиклером, який став прообразом усіх сучасних карбюраторів. На відміну від своїх попередників, Банкі запропонував не випаровувати бензин, а дрібно розпорошувати його в повітрі. Це забезпечувало його рівномірний розподіл по циліндру, а саме випаровування відбувалося вже в циліндрі під дією тепла стиснення. Для забезпечення розпилення всмоктування бензину відбувалося потоком повітря через дозувальний жиклер, а сталість складу суміші досягалася завдяки підтримці постійного рівня бензину в карбюраторі. Жиклер виконувався у вигляді одного або декількох отворів у трубці, розташованій перпендикулярно до потоку повітря. Для підтримки напору передбачався маленький бачок з поплавком, який підтримував рівень на заданій висоті, так що кількість всмоктуваного бензину була пропорційна кількості повітря, що поступає.
Перші двигуни внутрішнього згоряння були одноциліндровими, і, для того, щоб збільшити потужність двигуна, зазвичай збільшували об'єм циліндра. Потім з цією метою почали збільшувати число циліндрів. У кінці XIX століття з'явилися двоциліндрові двигуни, а від початку XX століття стали поширюватися чотирициліндрові.
1884 року Огнеслав Костович у Росії побудував перший бензиновий карбюраторний двигун. Двигун Костовича був опозитним, з горизонтальним розміщенням спрямованих зустрічно циліндрів. У ньому вперше в світі застосовано електричне запалювання. Він був 4-тактним, 8-циліндровим, з водяним охолодженням. Потужність двигуна становила 80 к. с. за маси двигуна 240 кг, що істотно перевищувало показники двигуна Г. Даймлера, який виник на рік пізніше. Однак, заявку на свій двигун Костович подав лише 14 травня 1888 року, а патент отримав у 1892 році, тобто пізніше, ніж Г. Даймлер і В. Майбах, які розробляли карбюраторний двигун паралельно і незалежно від О. Костовича.

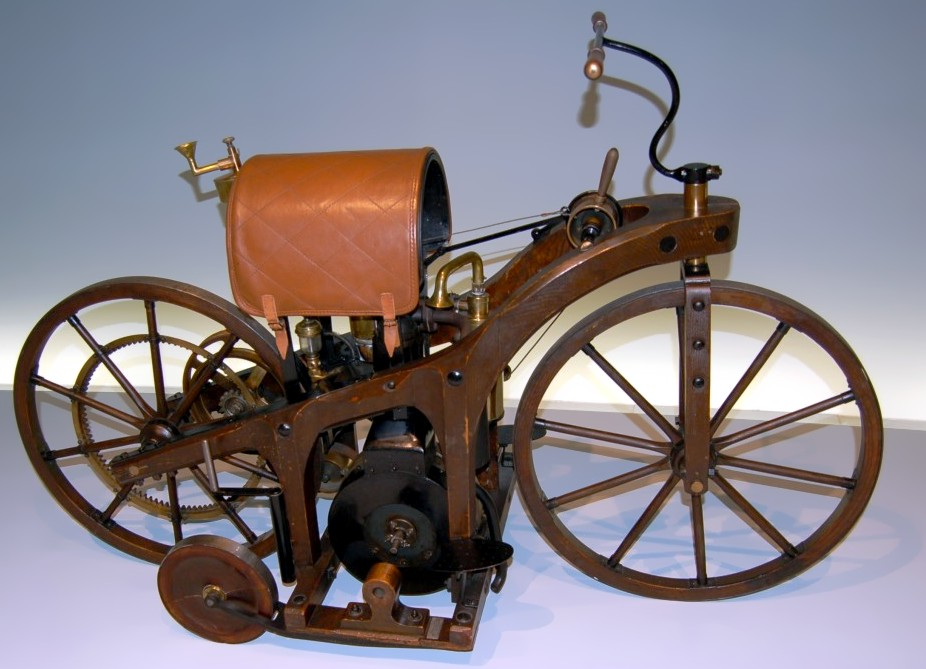
Мотоцикл Даймлера з ДВЗ 1885 року

1885 року Г. Даймлер і В. Майбах розробили легкий бензиновий карбюраторний двигун. Даймлер і Майбах використовували його того ж року для створення першого мотоцикла, а 1886 року — на першому автомобілі.

## Двигун Дизеля і Трінклера
Німецький інженер Рудольф Дизель, спираючись на багаті вугільні ресурси Німеччини (через відсутність в останній родовищ нафти) 1897 року запропонував двигун із займанням від стиснення, який працював на вугільному пилі. Однак, такий двигун зважаючи на швидке абразивне зношування поршневої групи, низьку швидкість і повноту згоряння вугілля не набув поширення. Однак, ім'я Дизеля стало загальним для всіх моторів із запалюванням від стиснення.
На заводі «Людвіг Нобель» Еммануїла Нобеля в Петербурзі в 1898—1899 Густав Трінклер удосконалив цей двигун, використавши безкомпресорне розпилення палива, що дозволило застосувати як паливо нафту. Як наслідок, безкомпресорний двигун внутрішнього згоряння високого стиску із самозайманням став найекономічнішим стаціонарним тепловим двигуном. 1899 року на заводі «Людвіг Нобель» побудували перший дизель у Росії і розгорнули масове виробництво дизелів. Цей перший дизель мав потужність 20 к. с., один циліндр діаметром 260 мм, хід поршня 410 мм і частоту обертання 180 об/хв . В Європі дизельний двигун, удосконалений Г. Трінклером, отримав назву «російський дизель», або «Трінклер-мотор». На всесвітній виставці в Парижі 1900 року двигун Дизеля одержав головний приз. 1902 року Коломенський завод купив у Е. Нобеля ліцензію на виробництво дизелів і незабаром налагодив масове виробництво.
1908 року головний інженер Коломенського заводу Корейво будує і патентує у Франції двотактний дизель з протилежно-рухомими поршнями і двома колінвалами. Дизелі Корейво стали використовуватися на теплоходах Коломенського заводу. Випускали їх і на заводах Нобелів.
1896 року Чарлз В. Гарт і Чарлз Парр розробили двоциліндровий бензиновий двигун. 1903 року їхня фірма побудувала 15 тракторів. Їхній шеститонний #3 є найстарішим трактором з двигуном внутрішнього згоряння в Сполучених Штатах і зберігається в Смітсонівському Національному музеї американської історії у Вашингтоні, округ Колумбія. Бензиновий двоциліндровий двигун мав дуже ненадійну систему запалювання і потужність 30 к. с. на холостому ходу і 18 к. с. під навантаженням.

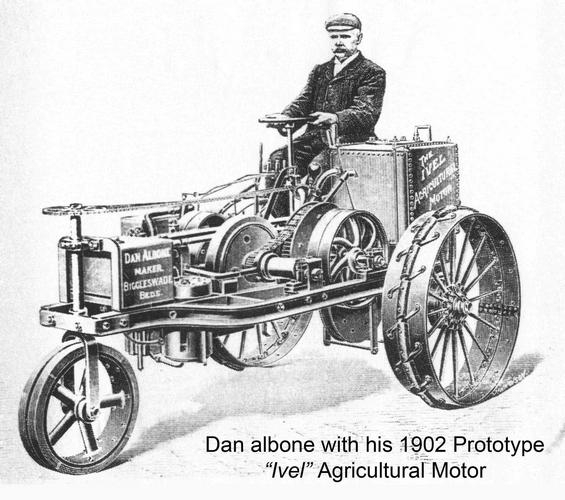
Ден Елбон з його прототипом сільськогосподарського трактора Ivel

Першим практично придатним трактором із двигуном внутрішнього згоряння був американський триколісний трактор lvel Дена Елбона 1902 року. Було побудовано близько 500 таких легких і потужних машин.

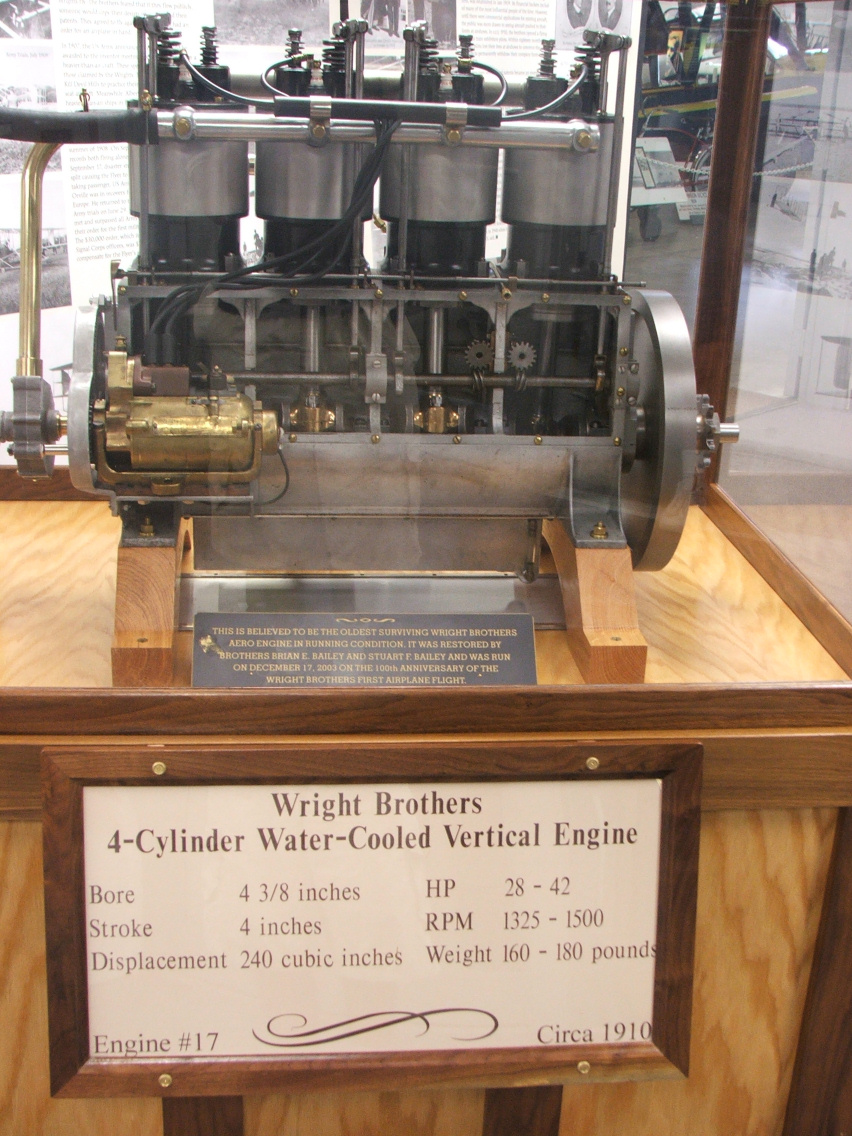
Двигун, використаний братами Райт 1910 року

1903 року відбувся політ першого літака братів Орвіла і Вілбура Райтів. Двигун літака виготовив механік Чарлі Тейлор. Основні частини двигуна зробили з алюмінію. Двигун Райт-Тейлора був примітивним варіантом бензинового інжекторного двигуна.
На першому в світі теплоході — нафтоналивній баржі «Вандал», побудованій 1903 року в Росії на Сормовському заводі для «Товариства братів Нобель», було встановлено три чотиритактних двигуни Дизеля потужністю по 120 к. с. кожен. 1904 року побудовано теплохід «Сармат».
1924 року за проєктом Якова Гаккеля на Балтійському суднобудівному заводі в Ленінграді створено тепловоз ЮЭ2 (ЩЭЛ1) .
Практично одночасно в Німеччині на замовлення СРСР за проєктом професора Ю. В. Ломоносова і за особистою вказівкою Леніна в 1924 року на заводі Есслінґен (колишній Кесслер) поблизу Штутгарта побудовано тепловоз Ээл2 (спочатку Юэ001).

## Реактивні, турбореактивні, газотурбінні, роторні ДВЗ
Почали широкий технічний розвиток тільки в XX столітті, зважаючи на складнощі технічного характеру для їх конструювання, розрахунку та виготовлення. Хоча перші реактивні двигуни застосовували в ракетах ще задовго до цього, вони мали обмежене застосування (піротехніка, військова справа) і були одноразовими (руйнувалися разом з ракетою). Космонавтика стала можливою лише завдяки новим, удосконаленим ДВЗ (багатоступінчасті ракети з потужними РРД).
Турбореактивні двигуни анонсовано в умовах військових дій у гітлерівській Німеччині. Перші такі двигуни встановлено на реактивних літаках, таких як Ме-262, безпілотний літак-снаряд Фау-1. Значний внесок у цій галузі зробив Вернер фон Браун: розроблені ним двигуни на нових ракетах Сатурн V дозволили здійснити місячну програму. Без таких потужних і надійних ДВЗ вихід за межі атмосфери досі є неможливим.
Починаючи з середини XX століття, газотурбінні двигуни, також ВПГГ і дизель-молоти, розповсюджені в промисловості, будівництві, флоті і військовій справі.
Роторні ДВЗ у свій час здавалися повноцінним замінником поршневих ДВЗ. Однак, попри всі зусилля конструкторів фірми Mazda і наступних, вони не змогли вкластися в посилювані нові екологічні норми. Залишилася проблемою і довговічність таких двигунів, поряд з досить великою вартістю виготовлення й ремонту. Тому нині такі двигуни майже повністю зникли, галузь їх застосування зайняли поршневі комбіновані і газотурбінні двигуни.